# 間異丙基甲苯
間異丙基甲苯，又被稱為間傘花烴，是一種芳香烴。它是由甲基間位取代的異丙苯。它是一种易燃的无色液体，几乎不溶于水，但可溶于有机溶剂。

## 其他位置異構物和合成
除了間傘花烴，傘花烴類还有另外两个位置異構物。一者称为鄰傘花烴 ，其為甲基取代於異丙苯鄰位；另一者稱為對傘花烴 ，其為甲基取代於異丙苯對位。對傘花烴是最常见的天然异构体。
傘花烴類可以通过甲苯與丙烯間的烷基化反应来合成。